# Gromačnik
Gromačnik falu Horvátországban, Bród-Szávamente megyében. Közigazgatásilag Szibinhez tartozik.

## Fekvése
Bródtól 4 km-re nyugatra, községközpontjától 4 km-re keletre, Szlavónia középső részén, a Dilj-hegység déli nyúlványai és a Szávamenti-síkság találkozásánál, a Bródról Újgradiskára menő út és a Zágráb-Vinkovci vasútvonal mentén fekszik.

## Története
A „Knježica” nevű lelőhely régészeti leleteinek bizonysága szerint itt már a történelem előtti időkben is éltek emberek. Gromačnik település már a középkorban is létezett. 1280-ban „terra Gramachnyk iuxta castrum Pethne” alakban mint Petenye vára melletti birtokot említik először. 1293-ban „Gramachnik”, 1470-ben „Gromachnyk”, 1488-ban „Gremachnyk” néven találjuk a korabeli forrásokban. Petenye várához tartozott. A vár tartozékaként a Velikeieké és leszármazottaiké a velikei Bekefieké volt. Valószínűleg a középkori település maradványait találták meg a „Kučišta” lelőhelyen, ahol számos középkori lelet került elő. A középkori település két részből állt. Felső-Gromacsnik házai a Djedovo-hegy lejtőin álltak, míg Alsó-Gromacsnik a hegy lábánál feküdt. A török 1536 körül szállta meg ezt a vidéket. A török források alapján úgy tűnik, hogy néhány házában megmaradt az eredeti lakosság. Közülük néhányan a felszabadító háborút is átvészelték.
Az 1698-as kamarai összeírásban „Gromasnik” néven már hajdútelepülésként (pagus haidonicalis) szerepel a szlavóniai települések között. A katonai közigazgatás megszervezése után a bródi határőrezredhez tartozott. Az 1730-as egyházi vizitáció jelentésében Gromačnik a dubovaci plébánia részeként 20 katolikus és 2 pravoszláv házzal szerepel. Az 1746-os egyházi vizitáció jelentésében a szibini plébánia részeként egy Szentlélek tiszteletére szentelt kápolnával találjuk. A temető a Szent Lukács kápolnával a falun kívül állt. 1760-ban 32 házában, 32 családban 172 katolikus lakosa volt.
Az első katonai felmérés térképén „Gromachnik” néven található. Lipszky János 1808-ban Budán kiadott repertóriumában „Gromacsnik” néven szerepel. Nagy Lajos 1829-ben kiadott művében „Gromacsnik” néven 50 házzal, 205 katolikus és 46 ortodox vallású lakossal találjuk. 1864-ben felépítették a mai Szentlélek templomot. A katonai közigazgatás megszüntetése után 1871-ben Pozsega vármegyéhez csatolták. 1873-ban megalapították Sibinj községet, melynek része lett. A 19. század végén Likából és a horvát Hegyvidékről újabb katolikus családok települtek be, Galíciából pedig ruszin családok érkeztek.
A településnek 1857-ben 173, 1910-ben 372 lakosa volt. 1910-ben lakosságának 66%-a horvát, 16%-a ruszin, 9%-a szerb anyanyelvű volt. Pozsega vármegye Bródi járásának része volt. Az első világháború után 1918-ban az új szerb-horvát-szlovén állam, majd később (1929-ben) Jugoszlávia része lett. A település 1991-től a független Horvátországhoz tartozik. 1991-ben lakosságának 92%-a horvát nemzetiségű volt. 2011-ben a településnek 556 lakosa volt.

## Lakossága

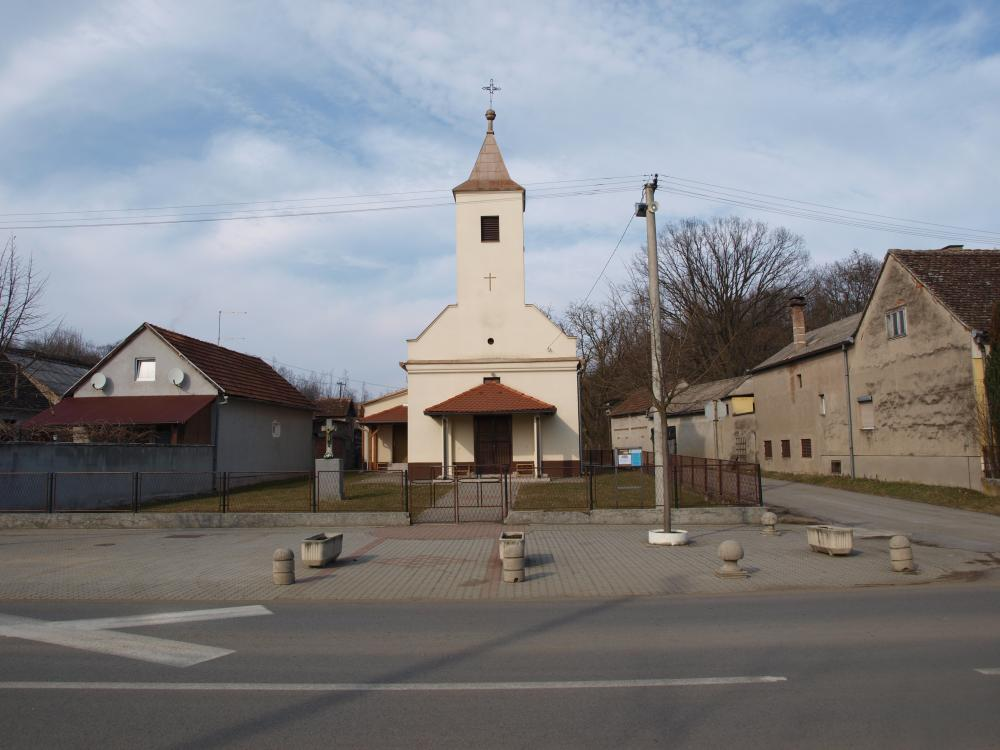
A Szentlélek templom.

| Lakosság változása | Lakosság változása | Lakosság változása | Lakosság változása | Lakosság változása | Lakosság változása | Lakosság változása | Lakosság változása | Lakosság változása | Lakosság változása | Lakosság változása | Lakosság változása | Lakosság változása | Lakosság változása | Lakosság változása | Lakosság változása |
| ------------------ | ------------------ | ------------------ | ------------------ | ------------------ | ------------------ | ------------------ | ------------------ | ------------------ | ------------------ | ------------------ | ------------------ | ------------------ | ------------------ | ------------------ | ------------------ |
| 1857               | 1869               | 1880               | 1890               | 1900               | 1910               | 1921               | 1931               | 1948               | 1953               | 1961               | 1971               | 1981               | 1991               | 2001               | 2011               |
| 173                | 190                | 197                | 288                | 334                | 372                | 404                | 431                | 466                | 479                | 502                | 522                | 554                | 559                | 610                | 556                |

## Gazdaság
A lakosság többsége a közeli Bród városába jár dolgozni, szabadidejükben pedig hagyományosan mezőgazdasággal, állattartással foglalkoznak.

## Nevezetességei
A Szentlélek tiszteletére szentelt római katolikus templomát 1864-ben építették.

## Oktatás
A településen a bródi „Ivan Brlić-Mažuranić” elemi iskola alsó tagozatos területi iskolája működik.

## Sport
NK „Sloga” Gromačnik labdarúgóklub